# Thomas Tredwell
Pour les articles homonymes, voir Tredwell.
Thomas Tredwell (6 février 1743-30 décembre 1831) est un homme politique américain de l'État de New York. 

## Biographie
Né à Smithtown dans l'État de New York, Tredwell étudie à l'Université de Princeton. Il travaille ensuite comme avocat à Plattsburgh à partir de où il devient délégué pour le Congrès provincial de New York de 1774 à 1775 et délégué de la convention constitutionnelle de l'État de 1776 à 1777 durant la Révolution américaine. Il siège ensuite à l'Assemblée de l'État de New York de 1777 à 1783 et au Sénat de l'État de New York de 1786 à 1789.
Élu au 2e congrès des États-Unis en tant que membre Anti-administration et pour remplacer James Townsend (en) mort en fonction en 1790, il est réélu  et sert dans le 3e congrès de 1791 à 1795. Devenu délégué pour la Convention de la constitution de l'État de New York, il est à nouveau élu au Sénat de l'État de 1804 à 1807. Il meurt à Plattsburgh en 1831 et est enterré au nord de la ville, à Beekmantown.
Son petit-fils, Thomas Treadwell Davis (en), a également représenté l'État de New York à la Chambre des Représentants des États-Unis.